# Dan Brown
Dan Brown (* 22. června 1964 Exeter, New Hampshire, USA) je americký spisovatel thrillerů, proslulý bestsellerem Šifra mistra Leonarda.
Je synem středoškolského profesora matematiky Richarda G. Browna, který v roce 1989 získal prezidentskou cenu za vynikající učitelství matematiky jako nejlepší středoškolský vyučující matematiky ve státě New Hampshire, a hudebnice. Brown vystudoval elitní internátní střední školu Phillips Exeter Academy, kde jeho otec učil, a r. 1986 absolvoval vysokou školu Amherst College. Nějakou dobu učil angličtinu na Phillips Exeter Academy, než se stal spisovatelem na plný úvazek. Zajímá se o kryptografii. Jeho manželka Blythe je historička umění a malířka.
Tvorba Dana Browna se neustále pohybuje na hraně mezi fikcí a skutečností. Čtenář většinou neví, ve které oblasti se právě nachází, a autor hranici záměrně rozmazává. Knihy Dana Browna jsou psány nesmírně čtivým způsobem. Čtenáře prakticky nutí, aby byla kniha přečtena téměř „jedním dechem“. Brown však často využívá a rozmělňuje motivy „vypůjčené“ z děl jiných autorů, například z díla spisovatele Umberta Eca.

## Dílo

### Robert Langdon
| Č. | Původní název         | Český název                          | Původní publikace | Česká publikace | Vydavatelství | České ISBN                            |
| --- | --------------------- | ------------------------------------ | ----------------- | --------------- | ------------- | ------------------------------------- |
| 1 | Angels and Demons     | Andělé a démoni                      | 2000              | 2003            | Metafora      | ISBN 80-86518-43-4                    |
| Děj se odehrává v době konkláve ovlivňovaném Ilumináty. |                       |                                      |                   |                 |               |                                       |
| |                       |                                      |                   |                 |               |                                       |
| 2 | The Da Vinci Code     | Šifra mistra Leonarda Da Vinciho kód | 2003              | 2003 2005       | Metafora Argo | ISBN 80-86518-62-0 ISBN 80-7203-729-3 |
| Knihy se prodalo po celém světě více než 80 milionů výtisků a údajně jde o největší bestseller 21. století. Kniha byla mnohými institucemi včetně církve kritizována. |                       |                                      |                   |                 |               |                                       |
| |                       |                                      |                   |                 |               |                                       |
| 3 | The Lost Symbol       | Ztracený symbol                      | 2009              | 2010            | Argo          | ISBN 978-80-257-0240-6                |
| Pracovní název Šalamounův klíč (The Solomon Key), děj se odehrává ve Washingtonu.                                                                                     |                       |                                      |                   |                 |               |                                       |
| |                       |                                      |                   |                 |               |                                       |
| 4 | Inferno               | Inferno                              | 2013              | 2013            | Argo          | ISBN 978-80-257-0934-4                |
| Děj vychází z Danteho Božské komedie a odehrává se převážně v Itálii (Florencie, Benátky) a Istanbulu.                                                                |                       |                                      |                   |                 |               |                                       |
| |                       |                                      |                   |                 |               |                                       |
| 5 | Origin                | Počátek                              | 2017              | 2018            | Argo          | ISBN 978-80-257-2386-9                |
| Děj se odehrává ve Španělsku a hlavním námětem díla je umělá inteligence a dvě základní otázky Odkud pocházíme? (počátek) a Kam míříme?.                              |                       |                                      |                   |                 |               |                                       |
| |                       |                                      |                   |                 |               |                                       |
| 6 | The Secret of Secrets | Tajemství všech tajemství            | 2025              | 2025            | Argo          | ISBN 978-80-257-4767-4                |
| České vydání očekáváno v září 2025. |                       |                                      |                   |                 |               |                                       |
| |                       |                                      |                   |                 |               |                                       |

### Samostatné romány
| Č. | Původní název    | Český název               | Původní publikace | Česká publikace | Vydavatelství | České ISBN                                |
| --- | ---------------- | ------------------------- | ----------------- | --------------- | ------------- | ----------------------------------------- |
| 1 | Digital Fortress | Digitální pevnost         | 1998              | 2005            | Metafora      | ISBN 80-86518-95-7                        |
| Co je zač nerozluštitelný kód, který dělá problémy v Národním úřadu pro bezpečnost?                                                          |                  |                           |                   |                 |               |                                           |
| |                  |                           |                   |                 |               |                                           |
| 2 | Deception Point  | Pavučina lží Anatomie lži | 2001              | 2005 2008       | Metafora Argo | ISBN 80-7359-771-3 ISBN 978-80-257-0029-7 |
| V Arktidě je nalezen meteorit se zkamenělinami starými několik milionů let. Román přináší i neočekávané stránky ze zákulisí vysoké politiky. |                  |                           |                   |                 |               |                                           |
| |                  |                           |                   |                 |               |                                           |

## Filmové adaptace
Dosud byly tři romány s Robertem Langdonem zpracovány do formy celovečerního filmu. Všechny režíroval Ron Howard, v hlavní roli se představil Tom Hanks.
V květnu 2006 byl vydán první film Šifra mistra Leonarda. Film získal slabé recenze, i přesto byl druhým nejvýdělečnějším filmem roku. Za autorská práva ke zfilmování zaplatilo Brownovi studio Columbia Pictures 6 milionů dolarů. Natáčení probíhalo od května 2005. V dalších rolích se představili Audrey Tautou (francouzská kryptoložka Sophie Neveuová) a Jean Reno (francouzský policista Bezu Fache).
Druhý film, Andělé a démoni, měl premiéru 15. května 2009. I tento film měl slabé recenze, u kritiků ale dopadl lépe.
Zfilmována měla být i kniha Ztracený symbol, scénář připravil Danny Strong. V červenci 2013 bylo ale oznámeno, že přednost dostane kniha Inferno. Film měl premiéru 28. října 2016.
V roce 2021 byl Ztracený symbol zpracován jako televizní seriál, Roberta Langdona hrál Ashley Zukerman.